# Гидромантия
Гидроманти́я (др.-греч. ὑδρο-μαντεία от ὕδωρ, ὕδᾰτος — вода и μαντεία — прорицание) — гадание с помощью воды.
В качестве факторов, определяющих предсказания, могут быть: цвет воды, рябь на её поверхности, уровень воды в естественных водоёмах (подъём или понижение) и т. п. Для гадания также использовался камешек, который бросали в вводу, а затем считали количество кругов, которые расходятся от его падения; или кидали камешек, считая при этом, сколько раз он подпрыгнет, ударившись о поверхность воды. В качестве тех, кто должен кидать камешки, выбирали детей и беременных женщин; по представлениям гадальщиков их кидание камешков даст лучший результат для предсказания. Кроме того, использовали воду как «магический кристалл», стараясь разглядеть в ней изображения и видения.
Разновидностью гидромантии является леканоманти́я (др.-греч. λεκανο-μαντεία от λεκάνιον — миска, блюдо и μαντεία — прорицание) или тазоволше́ние, когда в блюдо наливают воду, но не покрывая полностью дно, а для того, чтобы остались островки, чтобы затем по рисункам, получившимся на дне, сделать предсказание. Есть и другой способ леканомантии: в таз наливают достаточное количество воды, а затем туда кидают бумажки с надписями: которая первая всплывёт, та является предсказанием. Ещё одной разновидностью гидромантии является киликоманти́я (др.-греч. κυλικο-μαντεία; κυαθο-μαντεία от κύλιξ, κύλῐκος — чаша, кубок, бокал; κύᾰθος — чашка, кружка  и μαντεία — прорицание) — в бокал наливали воду или вино и по игре лучей света, отраженных от поверхности жидкости, делали предсказания. Еще один способ: это в кубок с водой бросали драгоценные вещи и по отблескам лучей от них делали предсказания будущего.